# Cyanea buitendijki
Cyanea buitendijki är en manetart som beskrevs av Stiasny 1919. Cyanea buitendijki ingår i släktet Cyanea och familjen Cyaneidae. Inga underarter finns listade i Catalogue of Life.